# Pompiliu Eliade
Pompiliu Eliade (n. 13 aprilie 1869, București.  - d. 24 mai 1914) a fost un istoric literar și un profesor român de limba franceză, membru al Ateneului Român și membru corespondent al Academiei Române din 21 mai 1912.

## Biografie
A absolvit liceul, apoi Facultatea de Litere din București cu teza despre Herbert Spencer Silogismul și adversarul său Herbert Spencer.
În perioada 1892–1895 a studiat la École Normale Superieure din Paris, ca bursier Hillel.
În 1898, și-a luat doctoratul în litere la Universitatea Sorbona din Paris, cu teza De l’influence française sur l’esprit public en Roumanie. Les origines. Étude sur l’état de la société roumaine à l’époque des règnes phanariotes.
A fost profesor suplinitor (1900), ulterior titularizat (1904), la catedra de limbă și literatură franceză la Facultatea de litere din București. A fost directorul Teatrului Național în perioada 1908–1911 și deputat din partea PNL din 1907, făcând parte din Consiliul permanent al Ministerului Cultelor și Instrucțiunii Publice. A rostit în Cameră câteva discursuri memorabile care au fost ulterior publicate.
A locuit în București, într-o casă construită în 1907 de arhitectul Henry Susskind pe Splaiul Independenței nr. 74, lângă Podul Hasdeu, cu un turn central octogonal, similară cu castelul Iulia Hașdeu din Câmpina.

## Scrieri
- De l’influence française sur l’esprit public en Roumanie. Les origines. Étude sur l’état de la société roumaine à l’époque des règnes phanariotes, Ernest Leroux Editeur, 1898
- Filosofia lui La Fontaine (1901)
- Ce este literatura? Condițiunile și limitele acestei arte, 1903, reeditare la Editura Dacia (1978)
- Causeries litteraires, 3 vol., (1903)
- Grigore Alexandrescu și dascălii săi francezi (1904)
- Histoire de l'esprit public en Roumanie au dix-neuvième siècle, Paris (vol.1 - 1905 și vol.2 - 1914)
- Cu privire la Maurice Maeterlinck (1912)
- Influența franceză asupra spiritului public în România – Originile. Studiu asupra stării societății românești în vremea domniilor fanariote. 432 pagini, Editura Univers, 1982
- Influența franceză asupra spiritului public în România, București, Humanitas, 2000 ISBN 973-50-0254-5.